# Distrito de Eichstätt
Eichstätt es uno de los 71 distritos en que está dividido administrativamente el estado alemán de Baviera.

## Ciudades y municipalidades
| Ciudades                   | Municipalidades | |
| -------------------------- | --- | --- |
| 1. Beilngries 2. Eichstätt | 1. Adelschlag 2. Altmannstein 3. Böhmfeld 4. Buxheim 5. Denkendorf 6. Dollnstein 7. Egweil 8. Eitensheim 9. Gaimersheim 10. Großmehring 11. Hepberg 12. Hitzhofen 13. Kinding 14. Kipfenberg | 1. Kösching 2. Lenting 3. Mindelstetten 4. Mörnsheim 5. Nassenfels 6. Oberdolling 7. Pförring 8. Pollenfeld 9. Schernfeld 10. Stammham 11. Titting 12. Walting 13. Wellheim 14. Wettstetten |